# Douglas McIlroy
Malcolm Douglas McIlroy (né en 1932) est un mathématicien, un ingénieur, et un programmeur. Depuis 2007, il est professeur adjoint en informatique au Dartmouth College. Le Dr McIlroy est surtout connu comme l'auteur original de la mise en œuvre du pipeline Unix, de la Programmation orientée composant et de plusieurs outils Unix, tels que spell, diff, sort, join, graph, speak, et tr.
Le Dr McIlroy a obtenu son Baccalauréat (dans le système universitaire Anglo-Saxon voir aussi Bachelor's degree) d'ingénieur en physique à l'Université Cornell en 1954, et un Ph.D. en mathématiques appliquées au MIT en 1959 pour sa thèse De la résolution d'équations différentielles de coques coniques. Il a intégré les Laboratoires Bell en 1958. De 1965 à 1986, il fut le directeur de son département de recherche sur les techniques informatiques (le berceau du système d'exploitation Unix), et par la suite, il fut membre éminent de l'équipe technique. Il prit sa retraite des Laboratoires Bell en 1997, et est actuellement professeur adjoint au Dartmouth College dans le département d'informatique.
Il est membre de l'Académie Nationale des Ingénieurs (National Academy of Engineering), et il a reçu à la fois le prix USENIX ("The Flame") pour l'ensemble de ses travaux et le prix pour les Outils Logiciels. Il a travaillé auparavant pour l'Association pour les Équipements Informatiques (ACM: Association for Computing Machinery) en tant que conférencier national, président du Prix Turing, membre du Comité de planification des Publications, et éditeur associé du Communications of the ACM, the Journal of the ACM, et ACM Transactions on Programming Languages et Systems. Il a aussi été membre du Comité exécutif du "Computer Science Network" (Réseau Informatique) CSNET.

## Citations
- Ces types ne sont pas "abstraits"; ils sont aussi réels que int et float. "The C++ Programming Language" de Bjarne Stroustrup, au début chapitre sur les "Classes".